# Crkva sv. Mihovila u Segetu Donjem
Crkva sv. Mihovila s arheološkim nalazištem na predjelu Lavdiru (Iverniću) u Malom polju u Segetu Donjem, općina Seget, zaštićeno kulturno dobro

## Opis
Arheološki lokalitet Lavdir (Ivernić) s crkvom sv. Mihovila nalazi se u Malom polju u Segetu Donjem. Crkva sv. Mihovila jednobrodna je ranosrednjovjekovna građevina s pravokutnom apsidom koja je sačuvana do visine krova dok je brod crkve sačuvan samo u temeljima. U Muzeju grada Trogira čuva se predromanički luk oltarne ograde s titularom sv. Mihovila koji prema izvorima potječe s ovog lokaliteta stoga se u literaturi crkva spominje kao predromanička. Prostor oko crkve istražen je u potpunosti tijekom 2015. godine te su uz zidove crkve i ispod njenih temelja pronađeni ostaci antičke arhitekture te antički pokretni materijal koji upućuje na zaključak kako je crkva izgrađena na dijelu rimske vile rustike, a to potvrđuju i brojne spolije i keramički fragmenti u okolnim suhozidovima.

## Zaštita
Pod oznakom Z-6806 zavedena je kao nepokretno kulturno dobro - pojedinačno, pravna statusa zaštićena kulturnog dobra, klasificirano kao "arheološka baština".